# 2-methoxy-2-methylbutaan
2-methoxy-2-methylbutaan, meestal afgekort tot TAME, is een kleurloze, vluchtige en licht-ontvlambare vloeistof met een lage viscositeit. Ze wordt gebruikt als toevoegmiddel in loodvrije benzines.

## Synthese
2-methoxy-2-methylbutaan is een ether, die geproduceerd wordt in petroleumraffinaderijen door de reactie van methanol met 2-methyl-2-buteen en/of 2-methyl-1-buteen, die deel uitmaken van een productstroom van lichte koolwaterstoffen afkomstig van een FCC-eenheid (fluid catalytic cracking). Methanol wordt met die productstroom gemengd en na de reactie wordt het mengsel gedestilleerd. De verbinding wordt niet als zuivere stof afgescheiden, maar in een mengsel van koolwaterstoffen met ongeveer 10 tot 30% 2-methoxy-2-methylbutaan. Dit mengsel wordt gebruikt bij de samenstelling van loodvrije benzinemengsels.
De grootschalige productie van 2-methoxy-2-methylbutaan is pas in het begin van de jaren '90 begonnen, maar is sindsdien sterk toegenomen ten gevolge van de vervanging van loodhoudende door loodvrije benzine. Vooral in de periode 2000-2002 steeg de productiecapaciteit in de Europese Unie sterk, tot 250.000 ton per jaar in 2002. Raffinaderijen die TAME produceren vond men toen in Finland, Italië, het Verenigd Koninkrijk en Duitsland. De toename was mede een gevolg van nieuwe specificaties voor benzines in de Europese Unie, waardoor het aromatengehalte in de benzines beperkt werd tot 35 volumeprocent in plaats van 42% vanaf 1 januari 2005. Die vermindering had een nadelig effect op het octaangetal van de benzine, wat moest gecompenseerd worden met niet-aromatische componenten met een hoog octaangetal, waaronder TAME.

## Toepassingen
2-methoxy-2-methylbutaan wordt bijna uitsluitend gebruikt als component in loodvrije benzinemengsels om het octaangetal en de vluchtigheid te verbeteren. Het octaangetal van 2-methoxy-2-methylbutaan bedraagt 104,5. 2-methoxy-2-methylbutaan is na methyl-tert-butylether (MTBE) de meest gebruikte zuurstofhoudende verbinding in benzine. Benzines met 2-methoxy-2-methylbutaan bevatten ca. 1 tot 11 % 2-methoxy-2-methylbutaan. 2-methoxy-2-methylbutaan-houdende benzines, die gewoonlijk ook andere zuurstofhoudende verbindingen zoals MTBE bevatten, worden vooral verkocht in de landen waar de raffinaderijen staan die de stof aanmaken.
Slechts enkele procenten van de productie van 2-methoxy-2-methylbutaan wordt voor andere doeleinden gebruikt, met name de productie van methylbutenen.

## Toxicologie en veiligheid
2-methoxy-2-methylbutaan is een licht ontvlambare stof. Het is een stof die in de bodem en het water zeer langzaam afbreekt; er moet bijzondere aandacht geschonken worden aan het vermijden dat de stof in het grond- of oppervlaktewater terechtkomt.